# Menkea australis
Menkea australis är en korsblommig växtart som beskrevs av Johann Georg Christian Lehmann. Menkea australis ingår i släktet Menkea och familjen korsblommiga växter. Inga underarter finns listade i Catalogue of Life.